# Beckholmen
Beckholmen (die Pechinsel) ist eine Insel im zentralen Stockholm 30 Meter südlich von Djurgården, getrennt durch den Beckholmssundet und verbunden mit der 50 Meter langen Beckhomsbron (Brücke).

## Frühe Geschichte
1631 bekam Albert Schmidt die Erlaubnis zur Herstellung von Pech auf der Insel. Damals war die Insel in der Stockholmer Hafeneinfahrt noch ohne Landverbindung und hieß Biskopsholmen (Bischofsinsel). Die Lage für eine Pech- oder Holzteerherstellung war aus Sicherheitsgründen gut geeignet, denn die Arbeit mit diesem Stoff war sehr feuergefährlich. Bald bekam die Insel den Namen Bäck- oder Tjärholmen. Die Pechherstellung reichte noch weit bis ins 19. Jahrhundert hinein.
Am 27. März 1647 schenkte Königin Christina Beckholmen mitsamt der Pechindustrie der Stadt Stockholm. Pech und Teer waren wichtige Bestandteile beim Abdichten und Imprägnieren von hölzernen Schiffsrümpfen. Die Schiffswerft Djurgårdsvarvet lag gleich gegenüber. 1723 brannten sämtliche Gebäude ab, Funkenflug einer großen Feuersbrunst auf Södermalm (ca. zwei Kilometer Luftlinie entfernt) war schuld daran. Im Jahre darauf wurde alles wieder aufgebaut.

## Neuere Geschichte
Die Nachfrage nach Schiffdocks Mitte des 19. Jahrhunderts führte dazu, dass zwei Trockendocks angelegt wurden. 1904 war das eine Dock 102 Meter lang, das andere 99 Meter. Der Konstrukteur war der Eisenbahn- und Kanalbauer Nils Ericson, Bruder des Erfinders John Ericsson.
Von 1918 bis 1969 befand sich die schwedische Marine auf Beckholmen. Ein weiteres Trockendock „Gustav V“ wurde 1920 in den Fels gesprengt, mit einer Länge von 200 Metern und benannt nach dem schwedischen König Gustav V. 1961 wurde hier die Vasa nach ihrer Hebung vom gröbsten Schlamm befreit. Bis 1984 wurden u. a. Eisbrecher von der Finnboda Varv gewartet, dann übernahm Beckholmensdockförening den Betrieb.
Das Gebiet ist eine einmalige, maritime Industrielandschaft und Teil des Nationalstadtparks Ekoparken. Auf Beckholmen befinden sich Gebäude und Dockanlagen von großem kultur- und industriehistorischem Wert. Heute (2007) gibt es weitreichende Pläne sowohl Djurgårdsvarvet als auch Beckholmen zu sanieren und aufzurüsten sowie ein Marinekulturelles Zentrum zu schaffen.

## Bildergalerie

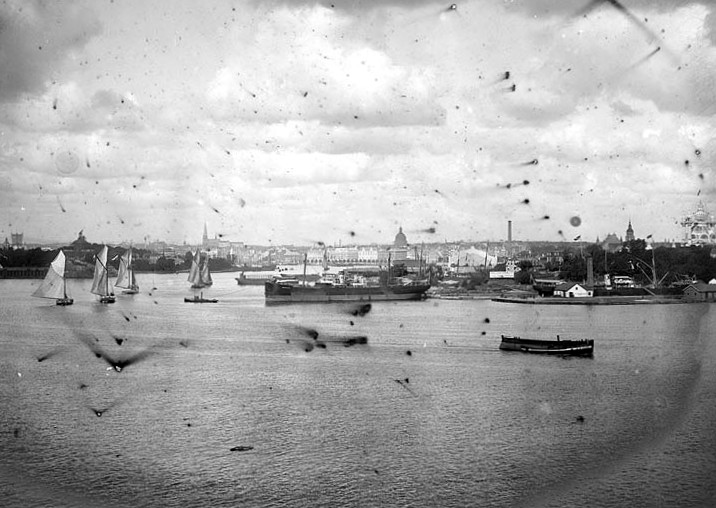
Beckholmen Blickrichtung Norden 1897, rechts im Bild die große Ausstellungshalle der Stockholmsutställningen 1897
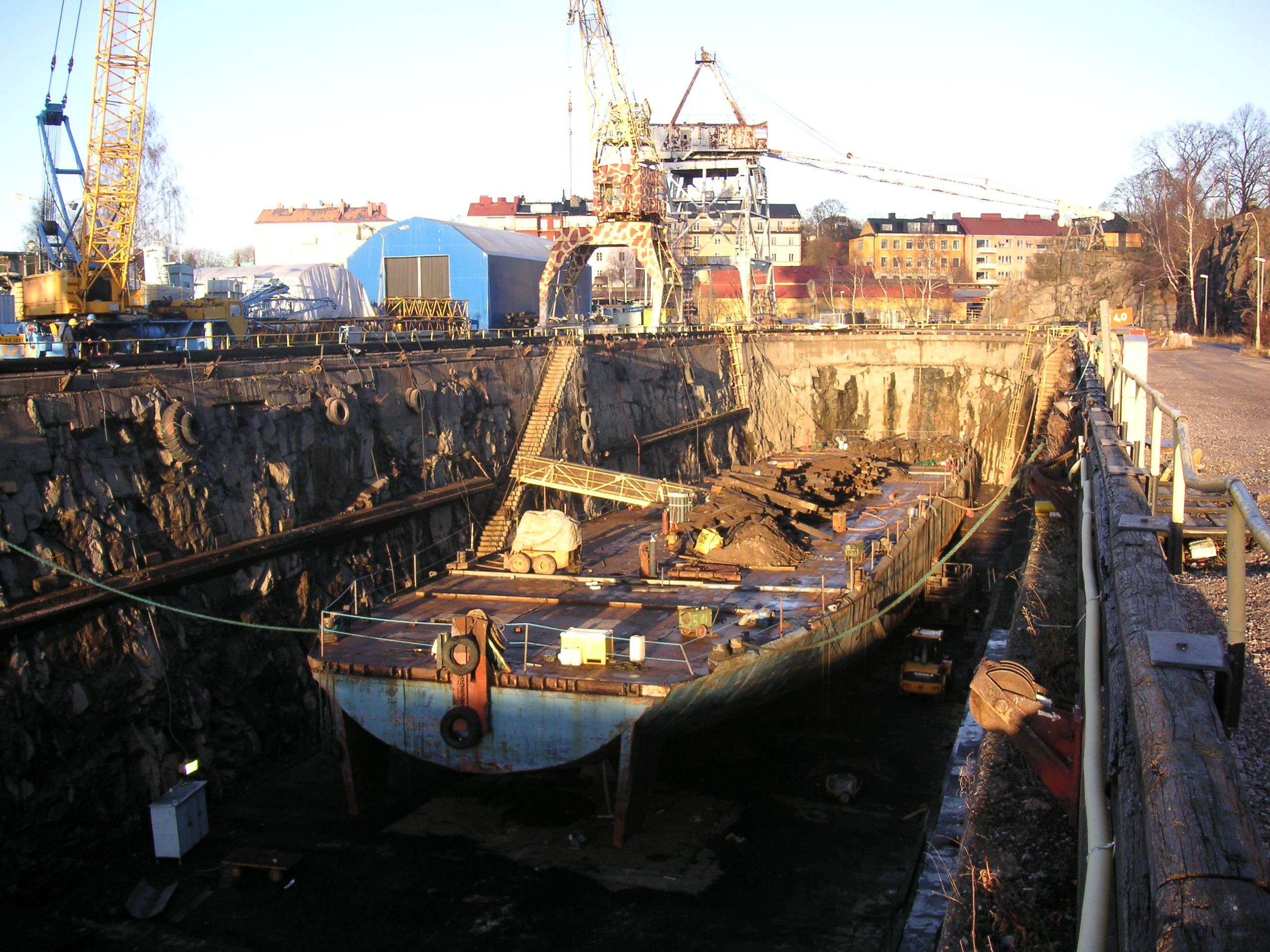
Trockendock Gustav V.